# Sergej Kovaltjuk
Sergej Sergejevitj Kovaltjuk, (ryska: Сергей Сергеевич Ковальчук, ukrainska: Сергі́й Сергі́йович Ковальчу́к, Serhíj Serhíjovytj Kovaltjýk, rumänska: Serghei Covalciuc), född 20 januari 1982 i Odessa, Ukrainska SSR, är en före detta fotbollsspelare som spelade som högermittfältare. I juni 2007 bytte han till ryskt medborgarskap.
Kovaltjuk spelade mellan 2001 och 2006 för Moldaviens herrlandslag i fotboll. Han gjorde sin sista landskamp mot Turkiet i oktober 2006, innan hans moldaviska medborgarskap drogs in.
Sergej Kovaltjuk har en bror, Kyrylo Kovaltjuk, även han fotbollsspelare som spelar för Metalist Charkiv. 